# Monumento à Infantaria Belga
O Monumento à Infantaria Belga encontra-se no limite da Praça Poelaert, justamente em frente ao Memorial de Guerra Britânico e a nordeste do Palácio de Justiça, na cidade belga de Bruxelas.
O monumento, desenhado pelo escultor Edouard Vereycken e pelo arquitecto Antoine De Mol, comemora os soldados de infantaria belgas caídos durante a Primeira Guerra Mundial (1914-1918) e a Segunda Guerra Mundial (1939-1945).
Está localizado numa plataforma elevada ao centro da cidade de Bruxelas.

## Desenho

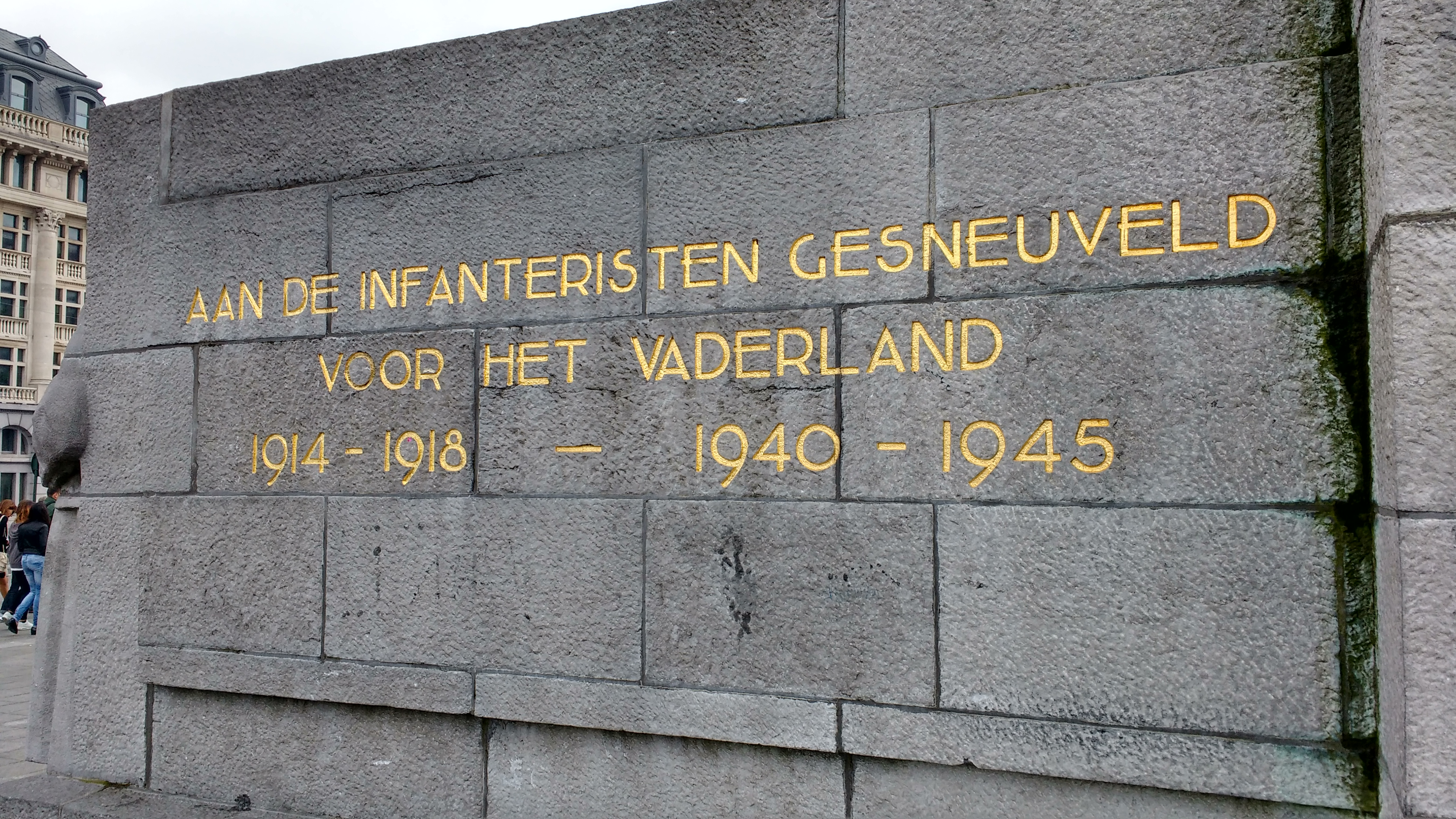
Inscrição do monumento, cuja tradução é: Aos infantes caídos pela pátria

O monumento é um grande obelisco de pedra. Na parte superior do obelisco há uma coroa de cor dourada com quatro soldados com espadas em baixo.
Este obelisco encontra-se em cima de um pedestal quadrado. No pedestal há uma cripta com uma estátua reclinada nela. A cripta tem duas portas metálicas a ambos lados, onde há dois soldados de pedra. Os dois soldados representam um granadeiro e um caçador de pé em 1914.
Na parte inferior do monumento há um conjunto de estátuas, onde se desenvolve uma cena militar. No meio há uma grande figura feminina, esta figura tem asas e ostenta um vestido longo ondulado, simbolizando a vitória.
A 5 de maio de 1935, o rei Leopoldo III inaugurou o monumento.
A 6 de maio de 2015, o monumento foi catalogado como monumento protegido.